# Coto (supermercado)
Coto C.I.C.S.A es una cadena de supermercados e hipermercados argentina fundada en el año 1970 en la ciudad de Buenos Aires como  carnicería integrada. En 1987 se transformó en supermercado cuando se inauguró su primer local en la ciudad de Mar de Ajó, Partido de La Costa, Provincia de Buenos Aires. 
Cuenta con 120 sucursales en total la mayoría en el Área Metropolitana de Buenos Aires y las demás repartidas por: Mar de Ajó, Mar del Tuyú, Rosario, Paraná, Santa Fe, el partido de General Madariaga, Neuquén, Mendoza y Resistencia.
Las oficinas de Coto C.I.C.S.A (Centro Integral de Comercialización Sociedad Anónima) están ubicadas en la Calle Paysandú al 1842 entre San Martín y Espinosa, en la Ciudad Autónoma de Buenos Aires.

## Historia
Coto fue originalmente una cadena de carnicerías.Fundada por el entonces carnicero Alfredo Coto en  1970, seguido por su esposa, Gloria García, fundaron COTO C.I.C.S.A. Abrieron su primera carnicería en el barrio de Boedo, solicitándole un préstamo a su suegro. Debido a la popularidad en el mundo del formato autoservicio, y la impronta que las grandes cadenas estaban tomando en la ciudad de Buenos Aires. Decide cambiar el rubro  a fines  de su empresa hacia el supermercadismo mediante el método autoservicio, a finales de los años 80.Fundando el primer supermercado en la localidad balnearia de Mar de ajo partido de la costa, en 1987. Posteriormente se impulsó una serie de inauguraciones en la ciudad de Buenos Aires y el gran Buenos Aires, a la que se sumó el alquiler de los locales de la cadena Supercoop de El Hogar Obrero.Y la compra de los locales de otras cadenas de supermercados como Acassuso, y las chilenas Metro y Unimarc. Que tras la compra, todos sus locales fueron cambiados por el nombre de Coto.

Poco después inauguró su primer hipermercado, en Nueva Pompeya, ciudad de Buenos Aires. Años después, inauguró su propio centro de abastecimiento en Esteban Echeverría, el más grande de América Latina.
El 24 de octubre de 2008, Coto abrió sus puertas en Munro, dónde poseía su centro secundario de bienes en desuso, anteriormente propiedad de El Hogar Obrero, transformándolo en un hipermercado.
El 8 de agosto de 2016, Coto inauguró, junto al presidente Mauricio Macri un hipermercado y torres de oficinas en Barracas.

## Producción

### Industria frigorífica
Con 3 frigoríficos propios, Coto es referente en el sector frigorífico y uno de los faenadores más importantes de carnes y cueros de la Argentina. Actualmente la compañía exporta sus cortes a la Unión Europea, China, Chile, Rusia, Brasil, Hong Kong, Emiratos y países africanos, entre otros destinos.

### Ganadera
Siendo en 1970 la primera empresa nacional en comercializar mensualmente 40.000 kg de carne por sucursal, la producción ganadera fue desde sus inicios una pieza fundamental de la compañía..

### Porcina
Coto está comprometido con las preferencias de sus clientes, la calidad que buscan y el precio que necesitan. Por eso, actualmente es uno de los principales faenadores porcinos de Argentina abasteciendo al mercado interno y externo con cortes de cerdo de primerísima calidad.

### Avícola
Coto tiene una planta avícola de última generación equipada con tecnología de punta. Con profesionales altamente calificados y siguiendo las más estrictas normas de seguridad durante todo el proceso, la empresa abastece de pollos y sus derivados al mercado interno y externo.

### Agropecuaria
Con personal altamente calificado y la modernización constante de los recursos tecnológicos involucrados en el ciclo productivo agropecuario que garantizan la excelencia del producto final,.

## Desarrollos

### Inmobiliarios
Coto está en permanente crecimiento expandiéndose hacia nuevas unidades de negocios. Desde hace varios años, la empresa desarrolla diversos emprendimientos inmobiliarios locales e internacionales que se caracterizan por sus propuestas innovadores que combinan diseño, confort y tecnología.

### Tecnológicos
La compañía desarrolla sus propios sistemas informáticos cuya versatilidad y transversalidad permite hacer desde seguimientos en tiempo real de exportaciones e importaciones hasta el desarrollo de paneles de gestión y control para monitorear en línea y desde cualquier dispositivo móvil toda la actividad de la compañía.

## Controversias

### Armas escondidas en un supermercado
El 30 de agosto de 2016 la ANMAC (ex Renar) encontró escondidas en un supermercado COTO de la calle Paysandú al 1800, en Caballito, 227 granadas, ubicadas dentro de tachos, 41 proyectiles de gases lacrimógenos, 27 armas de fuego, 2 de lanzamiento, 3886 municiones, 14 chalecos antibala, 22 cascos tácticos sin numeración, 9 escudos antitumulto, un gas pimienta y hasta un silenciador de armas. Muchos pertenecientes a la Policía Federal Argentina. Alfredo Coto, su hijo, y otros, fueron denunciados bajo la causa 3552/16 caratulada como “tenencia ilegítima de materiales explosivos, inflamables, asfixiantes, tóxicos o biológicamente peligrosos sin la debida autorización legal”. Durante la indagatoria a la que se presentó en abril del año pasado, el empresario de 77 años, quien obtuvo la eximición de prisión, adujo que las armas estaban allí para ser utilizadas ante eventuales saqueos. También dijo que el arsenal estaba en la sucursal en que fueron hallados desde hacía tres años y que pertenecía a Prefectura, Gendarmería y la Policía Federal.
Los jueces de la Sala I de apelaciones, en el fallo, sostuvieron que "resultaría inexigible e inimaginable que en una estructura de ese tipo de casi 20.000 personas y un sinnúmero de sedes en funcionamiento en todo el país, fueran su presidente y vicepresidente los encargados de llevar adelante los procesos vinculados a esa clase de actividad” 

### Caso de homicidio en San Telmo
El 16 de agosto de 2019 en la sucursal COTO de la avenida Brasil al 500 (San Telmo), Vicente Luis Ferrer, un hombre jubilado "de 68 años murió luego de que dos empleados de seguridad lo atacaran a golpes al descubrir que robaba varios productos del local. (...)" Según declaró una empleada de una panadería próxima al lugar, "los empleados de seguridad le habían efectuado gran cantidad de golpes de puño al sospechoso, quien, de acuerdo con la misma versión, habría intentado arrojar la botella de aceite que tenía en sus manos hacia uno de ellos". Luego del hecho, ambos los empleados involucrados fueron detenidos.  
"(...) Agentes de la Policía de la Ciudad fueron hasta ese lugar a raíz de un llamado al 911 que alertaba acerca de un hombre detenido por particulares. Al llegar, los policías encontraron a (...) Vicente Luis Ferrer retenido por un custodio de seguridad y por un empleado de Coto, quienes les manifestaron que esa persona había sustraído del local dos chocolates de 170 gramos cada uno; un queso fresco de medio kilo; y una botella de vidrio de aceite de oliva extra virgen de 500 mililitros, por lo que procedieron a detenerlo. (...) De acuerdo a las fuentes, mientras los oficiales realizaban las actuaciones correspondientes, Ferrer perdió el conocimiento, por lo que de inmediato solicitaron la presencia de una ambulancia del Sistema de Atención Médica de Emergencias (SAME)".
La autopsia determinó que Ferrer murió como consecuencia de un traumatismo craneoencefálico y una hemorragia cerebral.
Como respuesta al sucedido, "los vecinos de la sucursal (...) convocaron una movilización para repudiar el comportamiento de los custodios del supermercado y 'la pasividad de sus empleados y todos los presentes'". "Más de 300 personas se congregaron frente a la sucursal con carteles escritos a mano con frases como 'basta de normalizar la violencia' y 'en este barrio las vidas tienen valor'. (...) En la puerta del supermercado, que cerró antes de que comenzara la marcha, convocada en redes sociales para las 20, se colocaron una veintena de velas encendidas."
En la semana siguiente a lo ocurrido, al 27 de agosto, los empleados Gabriel Alejandro de la Rosa, de 27 años y Ramón Serafín Chávez, de 31, fueron liberados. El primero fue sobreseído de todo, mientras que el segundo quedó procesado por "homicidio preterintencional". Ambos los acusados negaron haber golpeado al hombre fallecido.

## Centros comerciales
Tiene quince centros comerciales (hipermercados) los cuáles incluyen panaderías, carnicerías, salas de juegos, venta de inmuebles y tecnología, entre otros. Estos se encuentran en: Temperley, José C. Paz, General Madariaga, Garín, Tortuguitas, Nordelta, Sarandí, Ezeiza, Lanús, Moreno, Ciudadela, Merlo, Morón, Mar del Tuyú, Mar del Plata, Neuquén y Santa Fe y Mendoza.